# Flugunfall der Paraense Transportes Aéreos 1958
Der Flugunfall der Paraense Transportes Aéreos 1958 ereignete sich am 31. Mai 1958. An diesem Tag verunfallte eine Curtiss C-46D-15-CU der Paraense Transportes Aéreos, die sich auf einem inländischen Linienflug von Rio de Janeiro nach Belém befand, kurz nach dem Start. Bei dem Unfall kamen alle vier Insassen der Maschine ums Leben.

## Maschine
Das Flugzeug war eine Curtiss C-46D-15-CU, die im Jahr 1944 im Werk von Curtiss-Wright in Buffalo, New York endmontiert worden war. Sie war während des Zweiten Weltkriegs mit der Werknummer 33304, der Modellseriennummer CU1840 und dem militärischen Luftfahrzeugkennzeichen 44-77908 an die United States Army Air Forces (USAAF) ausgeliefert worden. Nach dem Zweiten Weltkrieg wurde sie als Überbestand der USAAF kategorisiert und ausgeflottet. Anschließend wurde die Maschine im Jahr 1946 an die indische Regierung übergeben. Im Jahr 1956 übernahm die brasilianische Lóide Aéreo Nacional die Maschine und ließ sie mit dem Kennzeichen PP-LEC wieder zu. Im Jahr 1956 wurde das Flugzeug an die Paraense Transportes Aéreos verkauft und zu PP-BTB umregistriert. Das zweimotorige Mittelstreckenflugzeug war mit zwei 18-Zylinder-Doppelsternmotoren des Typs Pratt & Whitney R-2800-75 Double Wasp ausgestattet.

## Insassen
Mit der Maschine wurde ein Frachtflug durchgeführt. Aus diesem Grund befand sich lediglich eine vierköpfige Besatzung an Bord.

## Unfallhergang
An der Maschine kam es unmittelbar nach dem Start zu einem Ausfall des Triebwerks Nr. 1 (links). Die Maschine gewann daraufhin kaum an Höhe, stieß schließlich mit dem Spornradfahrwerk gegen den Mast eines Frachtschiffs und stürzte in die Guanabara-Bucht. Bei dem Unfall kamen alle vier Insassen zu Tode.
Anderen Quellen zufolge sei die Maschine unmittelbar vor dem Rotieren über ein Schlagloch gerollt, von der Startbahn abgekommen und in Brand geraten.